# Arno Arts (kunstenaar)
Arno Arts (Boxmeer, 13 juni 1947 – Arnhem, 3 april 2018) was een Nederlands beeldend kunstenaar.
Arts kreeg zijn opleiding aan de Akademie voor Beeldende Kunsten te Arnhem. Hij begon zijn artistieke loopbaan met het beschilderen van porseleinen borden. In de begintijd maakte hij vooral tekeningen met kleurpotlood. Naast tekeningen, schilderijen en grafiek maakt hij beelden, multiples en conceptuele werken waarbij hij gebruikmaakt van gemengde techniek. Ook werkte hij met glas en keramiek, fotografeert hij en deed hij performances.
Zijn werk doet denken aan popart. Hij gaf aan motieven uit de reclame en clichés uit de populaire media een spitsvondige draai die bij de toeschouwer een aha-erlebnis kan oproepen. Tot de terugkerende thema's binnen zijn werk behoren kunst, kunstenaarschap en zelfportret. Hij speelde graag met woorden. Een van zijn lijfspreuken was bijvoorbeeld: A work of Arts is a Joy Forever.
Arts was met zijn atelier gevestigd in een oude kruidenierswinkel in de wijk Klarendal in Arnhem; de etalages werden door hemzelf of door gastexposanten ingericht met wisselende installaties. Arts was in zijn woonplaats in de loop der jaren met zijn acties herhaaldelijk in de publiciteit gekomen. Hij gaf leiding aan masterclasses en aan kunstprojecten met buurtbewoners.
Voor opdrachten en tentoonstellingen realiseerde hij sculpturen in de openbare ruimte. Naar aanleiding van het idee tot samenvoeging van Arnhem en Nijmegen bedacht hij de naam 'Arnijm' en maakte daarvoor verschillende kunstwerken, waaronder de website arnijm.nl, waaraan vrijwilligers bijdragen konden opsturen als een eigentijdse variant van de mail art: e-mail art.
Arts overleed op 3 april 2018 op zeventigjarige leeftijd na een ziekbed van enkele maanden.

## Tentoonstellingen (selectie)
- Hij nam verschillende keren deel aan de Biënnale Gelderland.[6]
- 2004 Spier Outdoor Sculpture Biennial, Kaapstad[7]
- 2007 Stichting Beleven, Arnhem
- 2008 Kunstenlab, Deventer, De kunst van het verleiden, met Oscar Prinsen
- 2009 Openluchtmuseum, Arnhem: Hello – Goodbye,
- 2009 Doetinchem: Wait & See, Gera (Duitsland): Use it again
- 2010 Spoorzicht, Arnhem; ENERGIE, met Albert van der Weide[8]
- 2011 Artoll Labor, Bedburg-Hau (Duitsland), Art Crumbles, Schenkenschanz (Duitsland)
- 2012 Gemeentehuis van Rheden in De Steeg, met onder meer het beeld McCross
- 2012 Evenement Sur mon chemin un artiste passe..., Jaujac (Frankrijk)[9]